# Salvatore Saraceno
Salvatore Saraceno, detto Turi (Augusta, 16 giugno 1923 – Roma, 13 dicembre 1977), è stato un diplomatico italiano.

## Biografia
Nato il 16 giugno del 1923 ad Augusta, si è laureato in Lettere e Filosofia e Giurisprudenza presso l'Università degli Studi di Palermo nel 1950. Dal 1940 - come aspirante Ufficiale, volontario di guerra - partecipa alle operazioni belliche della seconda guerra mondiale maturando il diritto di fregiarsi della Croce al Merito di Guerra e del distintivo di combattente nel conflitto 1940-1943. Per meriti speciali, al termine della Guerra di Liberazione, viene trasferito - con il ruolo di tenente - nel servizio effettivo, rimanendovi fino al 1951. Sempre nel 1951 supera le prove di concorso per l'ingresso nel servizio diplomatico-consolare e viene assegnato in prova prima all'Ufficio Trattati e poi all'Ufficio Relazioni Economiche.
Nel 1953 viene nominato Vice Console in Vancouver, nel 1956 Secondo Segretario presso la Missione Diplomatica in Città del Messico. Nel 1958 diventa Console presso Metz, mentre dal 1962 al 1965 ricopre la carica di Capo dell'Ufficio III e dell'Ufficio I alla Farnesina. Nello stesso anno assume, con il grado di Console Generale di seconda classe, la funzione di Vice Capo dei Servizi Stampa del Ministero degli Affari Esteri, diventandone Responsabile nel 1967; nello stesso anno in cui assume anche il grado di Ministro Plenipotenziario di Secondo Classe.
Nell'agosto del 1972 diventa Capo Missione e Ambasciatore d'Italia in Tunisia. In questa veste prende parte alla stagione della discussione e del rinnovamento dei Trattati di Navigazione e Pesca tra Italia e Tunisia. Rimarrà nella Repubblica Nordafricana fino al 1976, anno in cui, dopo essere stato nominato Direttore Generale per la Emigrazione e per gli Affari Sociali il 9 agosto, lascia Tunisi. 
Muore improvvisamente nella sua casa a Roma il 13 dicembre 1977, dopo essersi recato alla Farnesina per un pranzo di lavoro.

## Carriera
Durante il periodo in carica come Direttore Generale per la Emigrazione e per gli Affari Sociali e anche nel corso del suo mandato quale Ambasciatore Italiano in Tunisia, Salvatore Saraceno si distingue per il concreto impegno nella promozione di una nuova visione dei problemi del migrato. Muovendosi nel solco degli insegnamenti di Pietro Nenni, come evidenziato nella monografia redatta da Tebi Biondi nel 1978, Saraceno postula la fine di un assistenzialismo colpevole di mantenere in una condizione di inferiorità il popolo italiano costretto all'emigrazione. Promuove invece una politica di integrazione, con l'obiettivo di garantire anche ai gruppi etnici minoritari in terre di emigrazione una partecipazione diretta alla socialità dei Paesi ospiti.
Parallelamente all'attività diplomatica, Saraceno si dedica alla scrittura e nel 1983 Flaccovio Editore pubblica il suo romanzo Nella bufera. Il romanzo è un racconto quasi autobiografico sulle vicissitudini di un ufficiale italiano fatto prigioniero dai tedeschi nel sud della Francia in seguito all'armistizio dell'8 settembre del 1943.
Per la sua attività come responsabile dei Servizi Stampa del Ministero degli Affari Esteri, gli è stata intitolata viene intitolata una sala stampa all'interno della Farnesina.

## Opere
- Nella Bufera, Palermo, Flaccovio Editore, 1973.